# 28569 Kallenbach
28569 Kallenbach è un asteroide della fascia principale. Scoperto nel 2000, presenta un'orbita caratterizzata da un semiasse maggiore pari a 2,2798844 UA e da un'eccentricità di 0,1417676, inclinata di 2,96999° rispetto all'eclittica.